# Susquehanna (reka)
Susquehanna je ena daljših rek v ZDA in najdaljša reka na Vzhodni obali ZDA. Približno 715 km dolga reka izvira v jezeru Otsego v New Yorku, nakar teče po ozemlju Connecticuta in Pensilvanije, nato pa se pri Havre de Grace (Maryland) izlije v zaliv Chesapeake.